# Maison-Ponthieu
Maison-Ponthieu é uma comuna francesa na região administrativa de Altos da França, no departamento de Somme. Estende-se por uma área de 10,95 km². Em 2010 a comuna tinha 285 habitantes (densidade: 26 hab./km²).